# رضا معقولی
رضا معقولی (زاده ۱ مهر ۱۳۶۳ - کرج) یک بازیکن فوتبال اهل ایران است.